# エロリオ
エロリオ(バスク語: Elorrio, 口語体はエロリショ : Elorrixo)は、スペイン・バスク州ビスカヤ県のムニシピオ（基礎自治体）。コマルカ（郡）としてはドゥランガルデアに属している。2013年の人口は7,294人。

## 名称
バスク語でサンザシのことをelorriと呼び、elorrioは「サンザシの赤い果実」を意味する。エロリオの町の紋章にはサンザシが用いられている。口語的にはエロリショ(バスク語: Elorrixo)と呼ばれてきた。

## 歴史

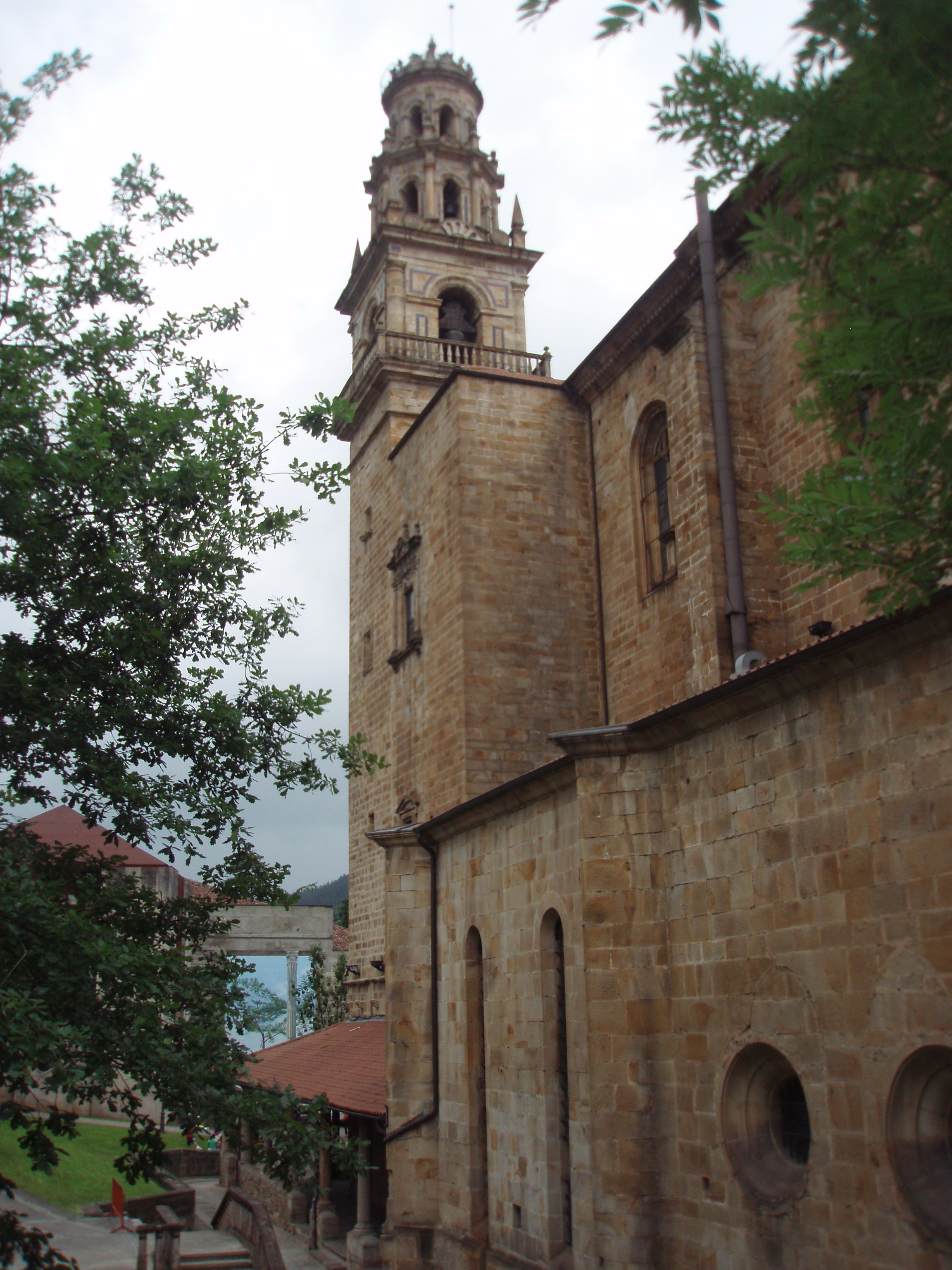
エロリオの主要な教会

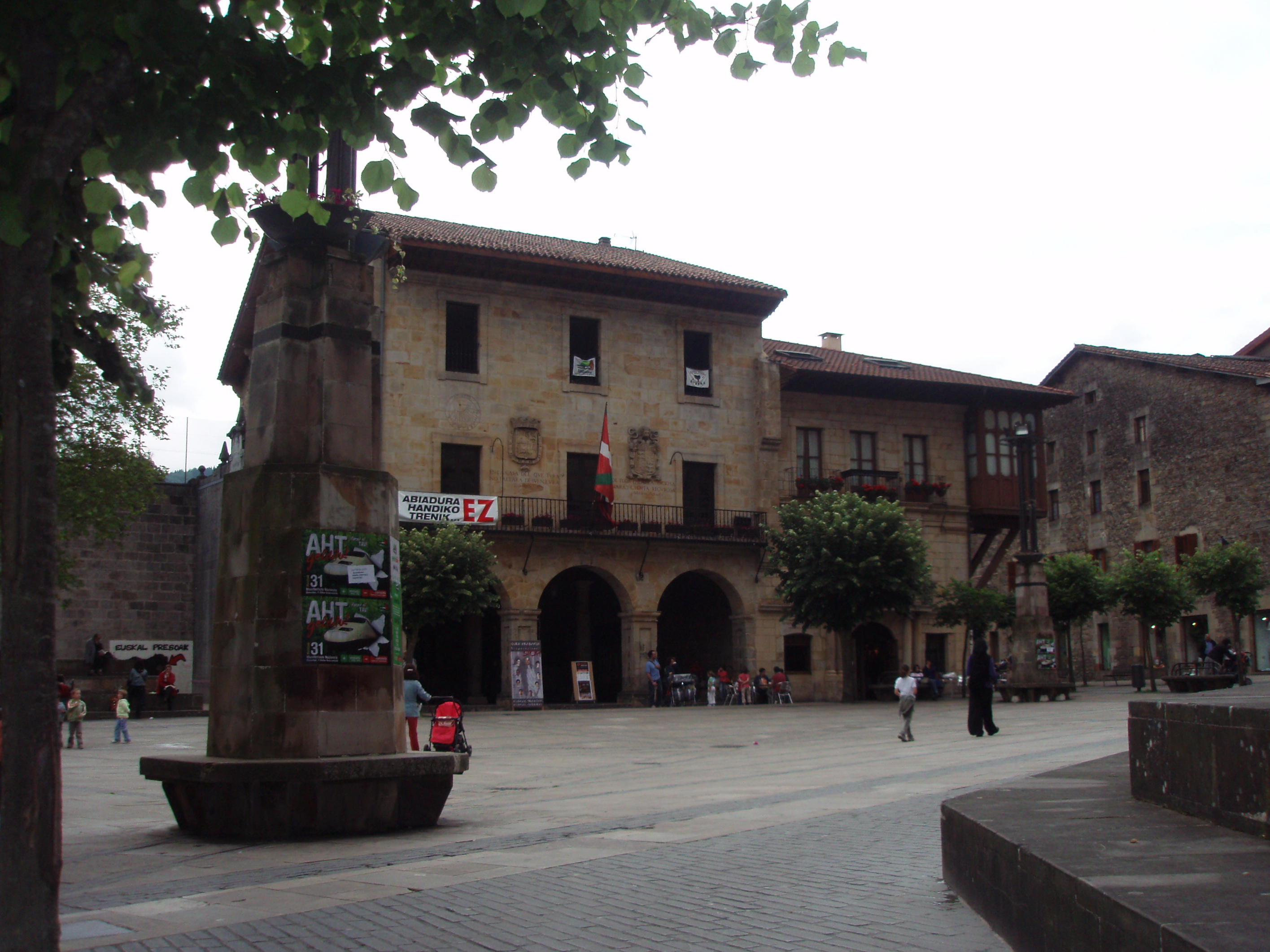
エロリオの中央広場

今日、エロリオの町の外にあるアルヒネタの墓は、キリスト教到来以前、キリスト教到来後それぞれの遺跡である。この地域には893年にキリスト教がもたらされたとする記録が残っている。1053年、サン・アグスティン・デ・エチェバリア修道院が設立された。この修道院は時とともに改修され、結局現在も残るゴシック様式の教会となった。1356年、ビスカヤ領主のドン・テーリョは近隣のギプスコアからの侵略に対して国境を守るために、修道院が建っていた場所でエロリオの建設宣言を行い、正式にエロリオの町が建設された。1468年、エロリオの町は名高いバンドス戦争の舞台となった。しかし、やがてこの種の出来事は減少し、16世紀から18世紀に町は成長し、鍛冶場の町として、特に槍の生産地としての名声を得た。
この景気拡大の結果、主に16世紀中に重要な建物の数々が建設された。今日、これらの建物は歴史的・建築学的に重要なモニュメントとされている。19世紀と20世紀初頭、農村部の町であることには変わりなかったが、多くの人々が著名なふたつのスパ（療養目的の温泉）を訪れ、エロリオは観光地となった。1930年代後半のスペイン内戦後、エロリオは工業化の時代を迎え、多くの小規模家内制工場や労働者協同組合企業が生まれた。1964年、旧市街全体が重要文化財(BIC)の「歴史的街並み」に指定された。

## 地理
ビスカヤ県の県都ビルバオからは39kmの距離にある。エロリオは郡としてはドゥランガルデアにあり、ビスカヤ県の東端に位置している。北はベリスやサルディバルと、北西はアバディーニョと、西はアチョンドと、東はギプスコア県の自治体と、南はアラバ県の自治体と境界を接している。
エロリオの町はインチョルタ山(797m)、ウダラチ山(1092m)など様々な山に囲まれている。町を横切るスメレギ川は、アチョンドでアラソラ川と合流した後、やがてイバイサバル川に合流してビスケー湾に注ぐ。

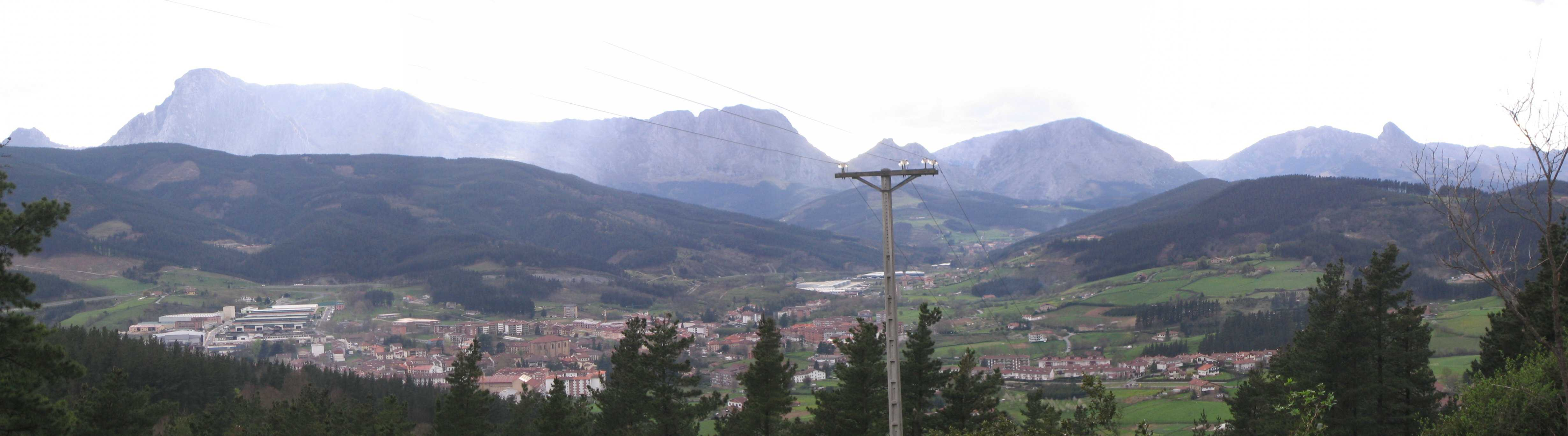
エロリオの景観

## 人口
1950年の人口は約3,500人だったが、1981年には約8,000人となった。その後は緩やかに減少しており、スペイン国立統計局(INE)による2013年1月の推計人口は7,294人である。
| エロリオの人口推移 1900－2015                           |
|                                                         |
| 出典:INE（スペイン国立統計局）1900年 - 1991年、1996年 - |

## 経済
エロリオの経済は工業活動に基づいているが、農業活動も依然としてこの地域に関連性を持っている。農村の土地利用の大部分は、牛肉や牛乳の生産、松林の利用に基づいている。この地域でもっとも重要な経済活動は工業であり、エロリオにはいくつかの金属加工企業が存在する。

## 交通
エロリオに鉄道路線は通じていない。道路ではBI-634号線が町を横切っており、コマルカの中心地であるドゥランゴ、ギプスコア県アラサーテ/モンドラゴンなどと結ばれている。BI-2632号線はエロリオとベルガラやエルゲタを結んでおり、BI-3321号線はエロリオとベリスを結んでいる。ドゥランゴにはAP-8号線が通っており、AP-8号線でビスカヤ県の県都ビルバオやギプスコア県の県都サン・セバスティアンに向かうことができる。アラサーテ/モンドラゴンにはAP-1号線が通っており、AP-1号線でギプスコア県エイバルやアラバ県の県都ビトリア＝ガステイスに向かうことができる。
エロリオにはビスカイバスの2路線（A-3923系統・A-3914系統）が走っている。ビルバオ行きは1時間に1本、ドゥランゴ行きは30分に1本が走っている。

## 出身人物
- バレンティン・デ・ベリオ＝オチョア(1827-1861) – ドミニコ会宣教師。1851年に司祭に叙階され、スペイン領フィリピンのマニラ、ベトナムのトンキンで宣教活動を行った。31歳で司教に選ばれたが、1861年にトンキンで殺害された。1988年にヨハネ・パウロ2世によって列聖された[5]。
- アレハンドロ・ゴイコエチェア(1895-1984) – 鉄道技術者。ホセ・ルイス・オリオルとともに鉄道車両のタルゴの開発設計に携わった。
- ホセ・アントニオ・アルダンサ・ガロ(1941-) – 政治家。1985年から1999年にバスク州首相。2011年まで通信企業のエウスカルテルで最高経営責任者(CEO)。
- アンネ・イガルティブル（英語版）(1969-) – テレビ司会者・女優。